# Kicő
Kicő (1899-ig Szkicó, szlovákul Skýcov) község Szlovákiában, a Nyitrai kerület Aranyosmaróti járásában.

## Fekvése
Aranyosmaróttól 13 km-re északra fekszik.

## Története
A települést 1293-ban említik először, története szorosan kapcsolódik a közeli Hrussó várának történetéhez. A felette álló Hrussó várát valószínűleg Csák Máté István nevű nagybátyja építtette a 13. század második felében. A várat nagybátyja után Csák Máté örökölte, az ő halála, 1321 után királyi vár lett.
A falu 1359-ben "Zquiteu", 1388-ban "Skyceu" alakban szerepel a korabeli forrásokban. Hrussó várának tartozéka volt. Az 1440-es években a huszitáké. 1467-ben Szelcsényi Pál kapta királyi adományul. 1475. július 24-én éjjel Szerdahelyi Pál megrohanta, Szelcsényit megölte, családját kikergette a várból, de a király rövidesen visszafoglalta. A török harcokban nem volt szerepe. 1708-ban a császári csapatok foglalták el és ezután már nem épült újjá.
A 17. századtól a nagytapolcsányi uradalom része. 1504-ben teljesen megsemmisült. 1601-ben malma és 33 háza volt. 1663-ban reneszánsz várkastély épült a faluban, építtetője nem ismert, valószínűleg a Bebek, vagy a Szapolyai család lehetett. Az épületet saroktornyokkal erősítették meg. 1813-ban Odesalchi Artúr vásárolta meg, aki újabb tornyot, a Nebojsza tornyot építette hozzá, árokkal vette körbe és csapóhidat épített rá. 1883 és 1888 között neoreneszánsz stílusban építették újjá. A faluban 1720-ban 16 volt az adózók száma. 1828-ban 88 házában 589 lakos élt, akik főként mészégetéssel foglalkoztak. 1903-ban az uradalmat Habsburg Ágoston főherceg vásárolta meg és a tapolcsányi uradalomhoz csatolta. A település lakói mezőgazdasággal, erdei munkákkal, szeszfőzéssel foglalkoztak.
Vályi András szerint "SZKICZO. Tót falu Bars Várm. földes Ura Gr. Keglevics Uraság, lakosai katolikusok, fekszik K. Tapoltsánhoz 1 mértföldnyire; határja középszerű, néhol hegyes, fája, makkja van, lakosai fa edényeket is készítenek, piatzok Oszlányon, és Szent Benedeken."
Fényes Elek szerint "Szkicov, tót falu, Bars vmegyében, Nyitra vmegye szélén, magas erdős hegyek közt: 600 kath. lak. s kath. paroch. templommal. Erdeje roppant; de földjei soványak Üveghuta. F. u. gr. Keglevics. Ut. post. Verebély."
A trianoni békeszerződésig Bars vármegye Aranyosmaróti járásához tartozott. A falut a partizánok támogatása miatt 1945. március 16-án a német csapatok felgyújtották, 232 házából 226 égett le és a várpalota szobáiból is csak romok maradtak.

## Népessége
| Év:            | 1994. | 2004.   | 2014.   | 2024.   |
| -------------- | ----- | ------- | ------- | ------- |
| Emberek száma: | 1072  | 1037    | 981     | 936     |
| Eltérés:       |       | -3,26 % | -5,40 % | -4,58 % |

| Év:            | 2023. | 2024.   |
| -------------- | ----- | ------- |
| Emberek száma: | 940   | 936     |
| Eltérés:       |       | -0,42 % |

1880-ban 750 lakosából 648 szlovák és 32 magyar anyanyelvű volt.
1890-ben 853 lakosából 728 szlovák és 99 magyar anyanyelvű volt.
1900-ban 817 lakosából 776 szlovák és 26 magyar anyanyelvű volt.
1910-ben 893 lakosából 830 szlovák és 54 magyar anyanyelvű volt.[forrás?]
1921-ben 938 lakosából 919 csehszlovák és 11 magyar volt.
1930-ban 955 lakosából 946 csehszlovák volt.
1991-ben 1071 lakosából 1060 szlovák és 1 magyar volt.
2001-ben 1057 lakosából 1031 szlovák és 2 magyar volt.
2011-ben 1031 lakosából 965 szlovák és 3 magyar volt.
2021-ben 948 lakosából 918 szlovák (+3), 4 magyar (+3), 9 egyéb és 17 ismeretlen nemzetiségű volt.

## Neves személyek
- Itt élt Odescalchi Artúr herceg, MTA tag.
- Itt hunyt el Ruscsák Antal másképp Hrustyák (1804-1887) római katolikus plébános, több megye táblabírája.
- Itt szolgált Dónay János katolikus pap.
- Valószínűleg itt született 1679-ben Fitter Ádám jezsuita pap és akadémiai rektor.

## Nevezetességei

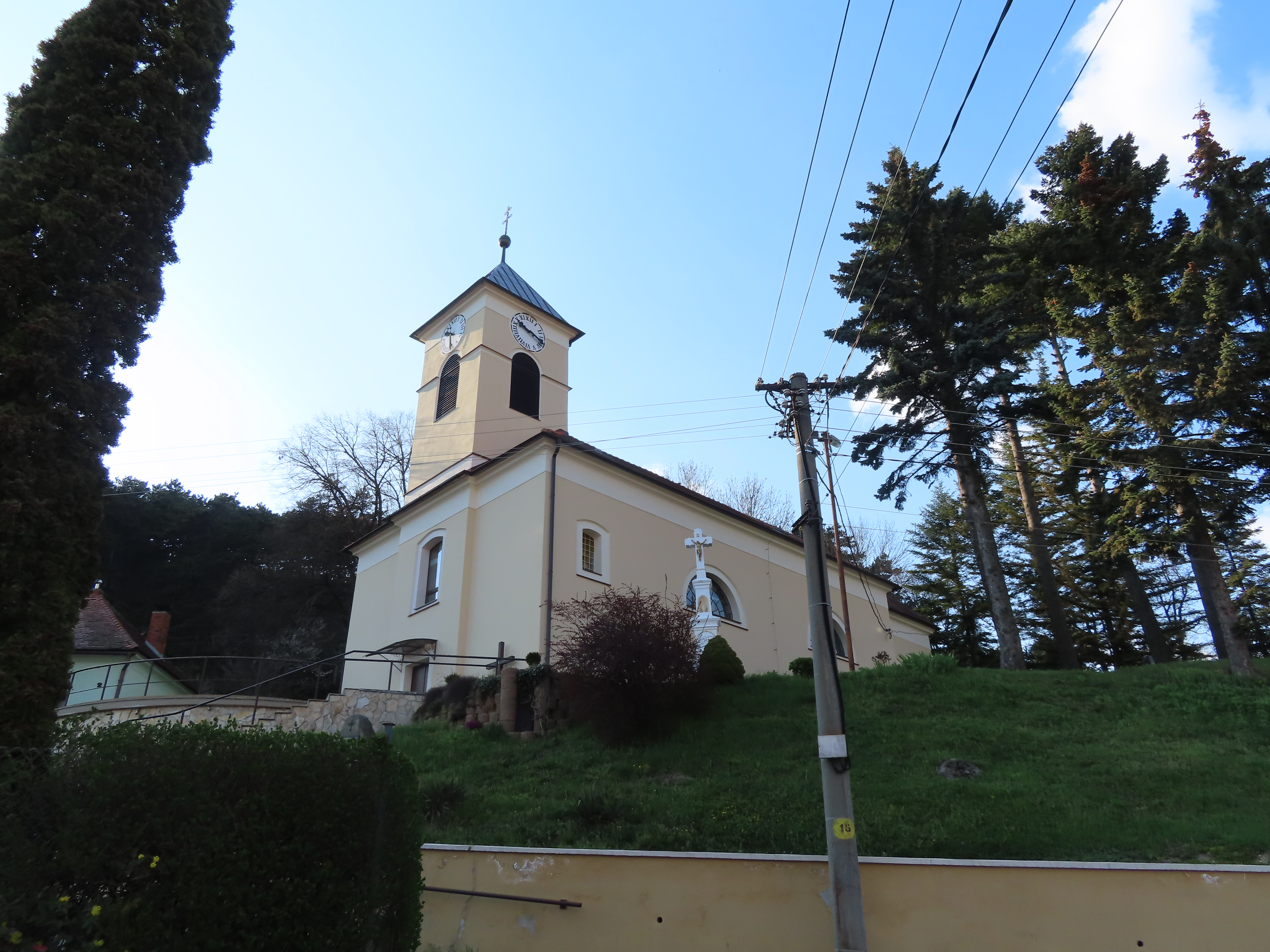
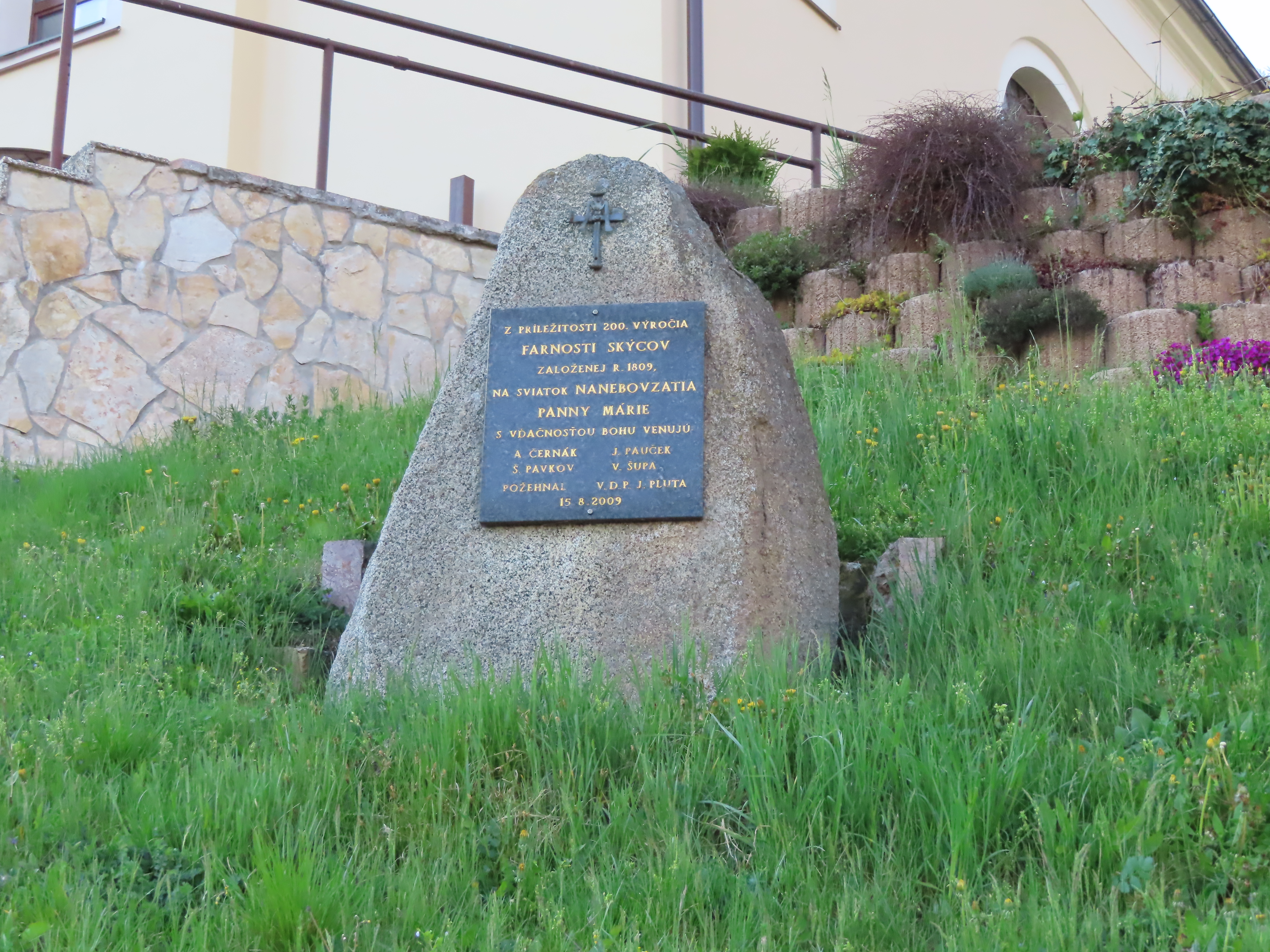
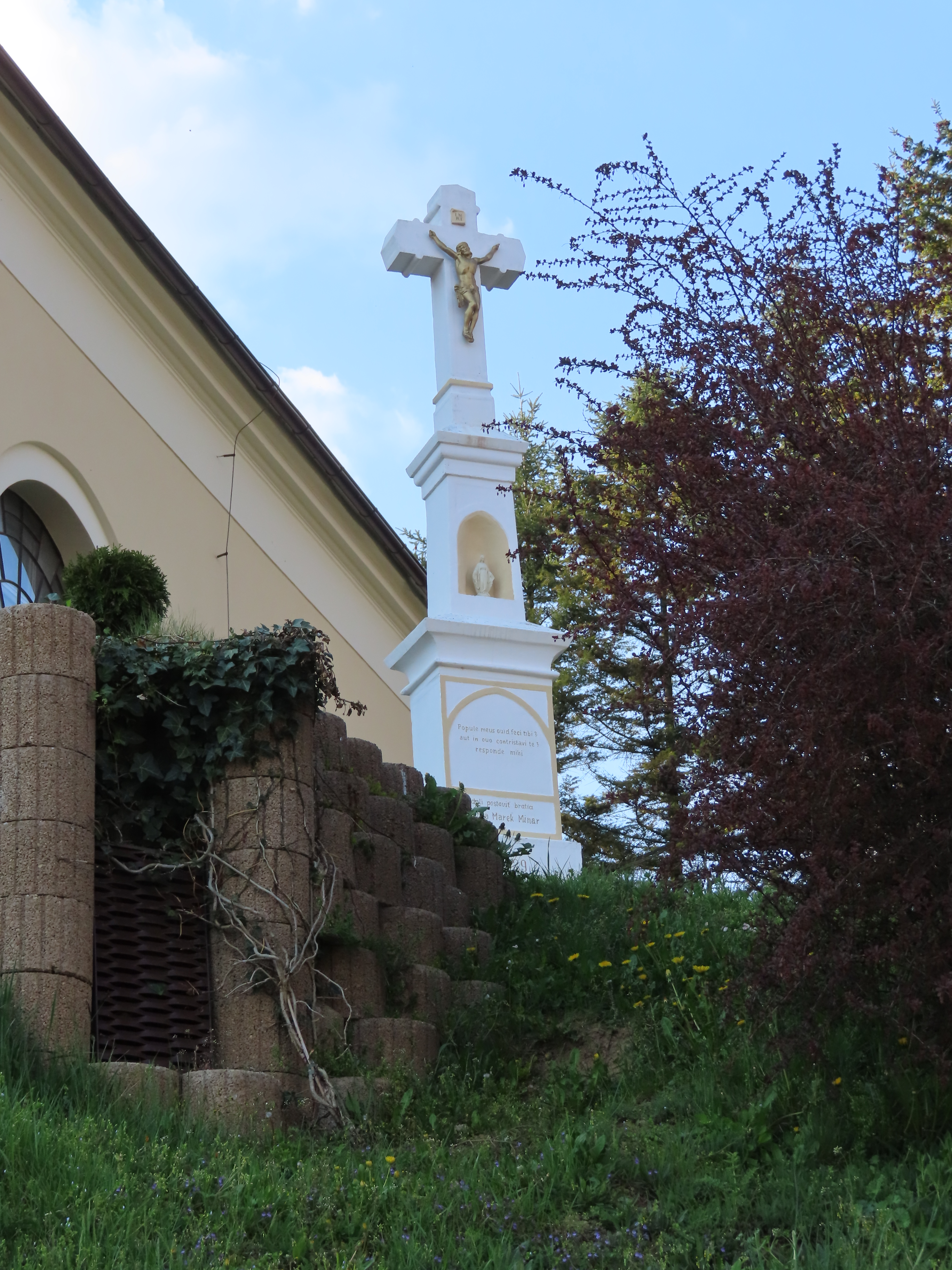
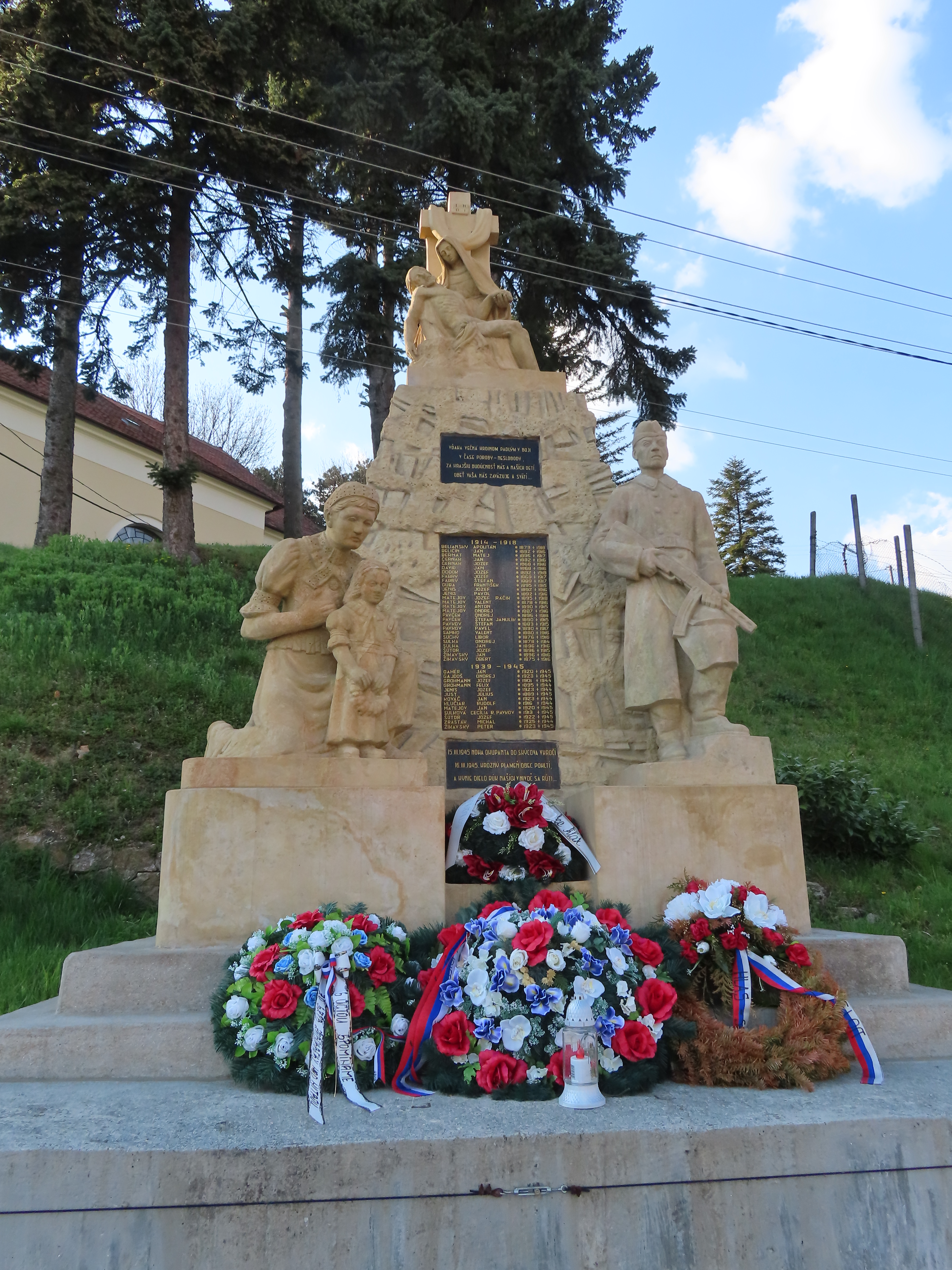

- A község felett állnak Hrussó várának romjai.
- A községben található az 1888-ban neoreneszánsz stílusban újjáépített várkastély, melyet a második világháborúban a németek leromboltak, de egyes részletek napjainkra helyre lettek állítva.
- A Nagyboldogasszonynak szentelt római katolikus temploma 1777-ben épült.

## Kapcsolódó honlapok
- Községinfó
- Kicő Szlovákia térképén
- Kicői várkastélyról angolul
- A várkastélyról és Hrussó váráról szlovákul
- Kicő várkastélya (szlovákul)
- Kicő a Nyirtai kerület információs lapján
- Kicő várkastélya